# Teucholabis mendax
Teucholabis mendax är en tvåvingeart som beskrevs av Alexander 1920. Teucholabis mendax ingår i släktet Teucholabis och familjen småharkrankar. Inga underarter finns listade i Catalogue of Life.